# Salomon Heinemann
Salomon Heinemann (* 26. Januar  1865 in Essen; † 18. November 1938 ebenda) war ein deutscher Jurist und Justizrat in Essen.

## Familie und Beruf

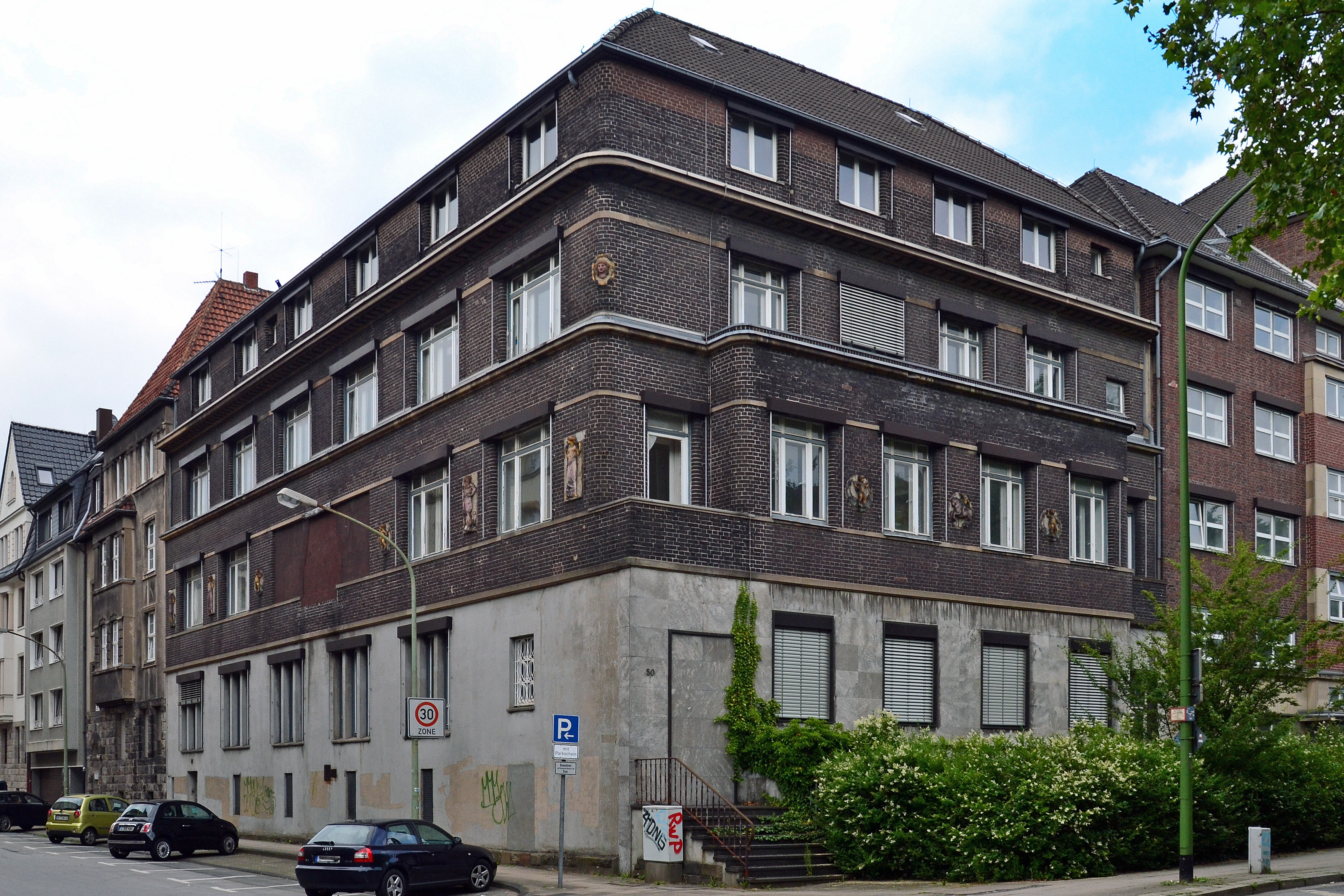
Kanzleigebäude Salomon Heinemanns in der Zweigertstraße 50

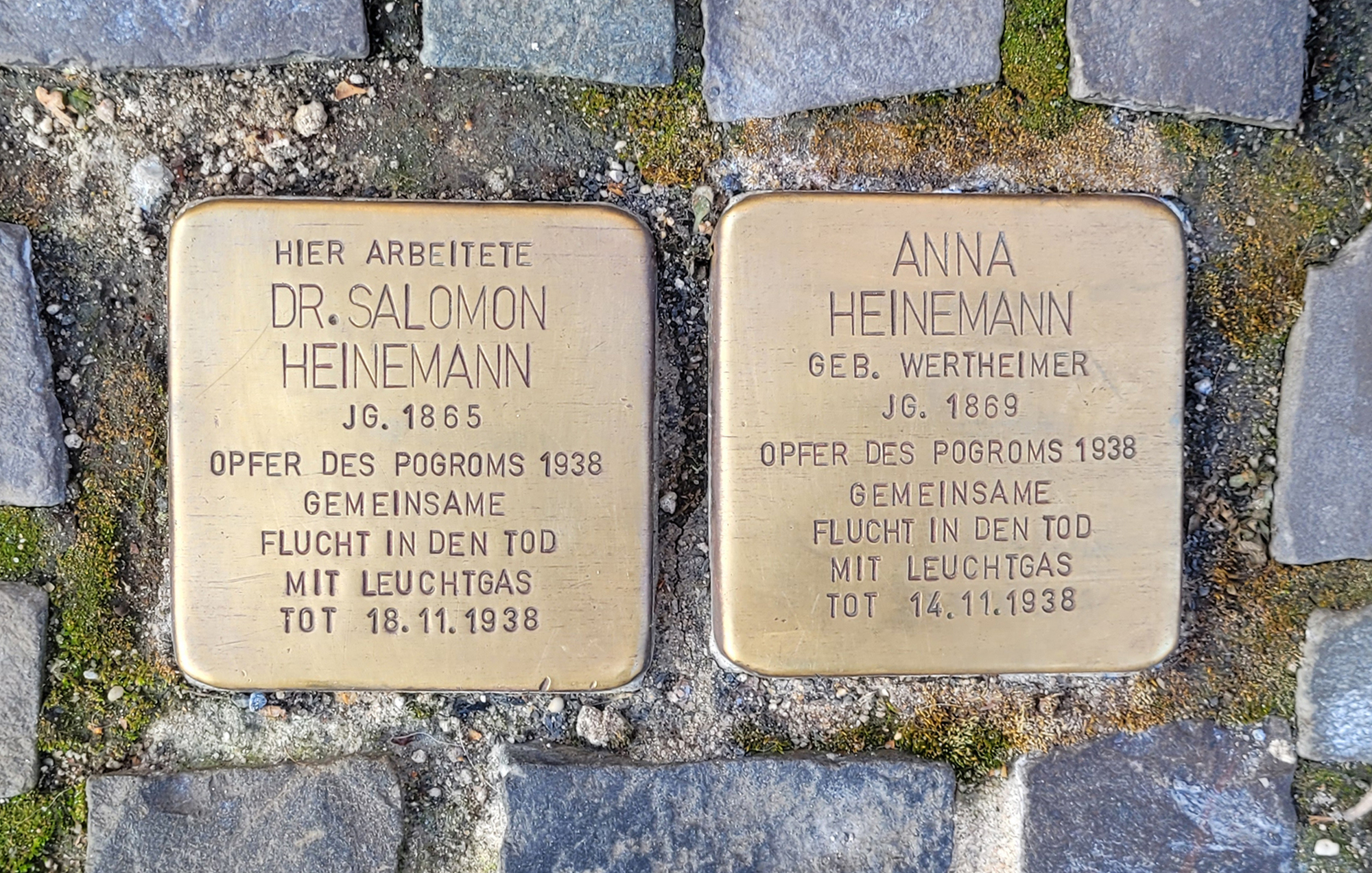
Stolpersteine der Eheleute Salomon und Anna Heinemann

Als drittes von vier Kindern des jüdischen Manufakturwarenhändlers Hermann Heinemann (* 25. Juni 1822, † 6. Februar 1894) und seiner Ehefrau Amalie geb. Cohen (* 15. März 1833; † 18. April 1891) kam Salomon Heinemann 1865 in Essen zur Welt. Salomon Heinemann besuchte das Burggymnasium in der Essener Stadtmitte und legte Ostern 1885 das Abitur ab. Es folgte bis 1890 ein Studium der Rechtswissenschaften, das er am 22. April 1885 in Heidelberg begonnen hatte. Das zweite Semester absolvierte er in Leipzig, das dritte und vierte in Berlin und das fünfte in Göttingen. Es folgte eine Zeit als Gerichtsassessor in Bielefeld.
Im März 1893 verlobte er sich dort mit der Autorin und Dichterin Anna Wertheimer, die auch Kontakte in Juristenkreise besaß. Nachdem er am 13. April 1893 in Leipzig zum Dr. jur. promoviert und beim Landgericht Essen als Rechtsanwalt zugelassen worden war, heirateten sie am 11. März 1894 in Bielefeld. Seine Mutter war bereits 1891 gestorben und auch sein Vater erlebte die Hochzeit nicht mehr. Die Ehe blieb kinderlos. Er bezog mit seiner Frau sein nun leerstehendes Elternhaus in der Straße II. Hagen 25 im Essener Zentrum, wo sie bis mindestens 1908 lebten. Danach wohnten sie in dem um 1910 neugebauten Haus am Haumannplatz 1 in Essen-Rüttenscheid, das der Architekt Paul Schultze-Naumburg entworfen hatte. Es wurde später im Zweiten Weltkrieg zerstört.  
Salomon Heinemann etablierte sich in dieser Zeit dort als Rechtsanwalt und Notar. Seine Kanzlei befand sich unweit von dem durch ihn als Bauherr 1913 bis 1914 errichteten und heute denkmalgeschützten Kanzlei- und Wohngebäude in der Zweigertstraße 50. Heinemann wurde 1913 mit dem Ehrentitel Justizrat ausgezeichnet und vertrat neben Privatpersonen unter anderem das Rheinisch-Westfälische Kohlen-Syndikat (RWKS) sowie weitere bedeutende Unternehmen und Institutionen des Ruhrgebiets.
Heinemann war zudem ein bedeutender Förderer der Kultur sowie Gründungs- und jahrelanges Vorstandsmitglied des Folkwang-Museumsvereins. Seine private Sammlung expressionistischer Gemälde vermachte er testamentarisch seiner Heimatstadt Essen. Auch besaß er eine größere Bibliothek. Zudem war er zeitweise Vorstandsmitglied im Essener Musikverein. Als Mitglied der Synagogengemeinde galt er als Mäzen der Alten Synagoge in Essen, verzichtete aber gleichzeitig auf jüdisches Brauchtum.

## Verfolgung und Freitod
In etlichen Versen seiner Ehefrau Anna finden sich Vorahnungen und Ängste vor der Zukunft; dennoch unternahmen sie während der Zeit des Nationalsozialismus keinen Versuch zur Emigration. Nach der Machtergreifung musste er als Jude 1933 seine Berufstätigkeit samt allen Mandaten und Funktionen aufgeben. Durch diesen schnellen Verzicht blieb Heinemann zunächst unbehelligter durch die Nationalsozialisten als seine rund 20 jüdischen Essener Amtskollegen. Die Anwaltskanzlei wurde durch seine Mitarbeiter, den getauften Neffen Dr. Aschaffenburg und den nicht-jüdischen Dr. Witte bis 1938 weitergeführt. Das Notariat war ihnen jedoch bereits im September 1935 entzogen worden. In der Nacht der Novemberpogrome vom 9. auf den 10. November 1938 wurde die gesamte Einrichtung in ihrem gemeinsamen Wohnhaus am Haumannplatz verwüstet und in Brand gesteckt sowie seine auf 40.000 Reichsmark geschätzte Kunstsammlung zerstört. Eine der beiden ehemaligen Hausdamen brachte das Ehepaar außerhalb Essens unter. Wenig später, am 14. November des Jahres, kam das Paar an den Haumannplatz zurück und beging hier Suizid. Salomon Heinemann starb vier Tage später, also auch vier Tage nach seiner Frau, im Krankenhaus Huyssensstift an den Folgen einer Leuchtgasvergiftung.
Salomon Heinemann und seine Ehefrau Anna wurden auf dem jüdischen Friedhof in Essen-Segeroth bestattet, wo auch seine Eltern begraben liegen.
An Salomon und Anna Heinemann erinnern zwei Stolpersteine vor dem Kanzleigebäude Zweigertstraße 50 in Essen.